# نیژنیه بوزولی
نیژنیه بوزولی (به لاتین: Nizhniye Buzuli) یک منطقهٔ مسکونی در روسیه است که در استان آمور واقع شده‌است.